# Los Guayos (città)
Los Guayos è una posizione  del Venezuela situata nello Stato di Carabobo e in particolare nel comune di Los Guayos.